# El pan y la calle
El pan y la calle es un cortometraje iraní de 1970, siendo el primer cortometraje de Abbas Kiarostami, es de estilo neorrealista. Está rodada en blanco y negro y sin diálogos, siguiendo las características de su segundo cortometraje El recreo (1972). Con El pan y la calle, Kiarostami nos acerca directamente a su mundo cinematográfico, viendo su búsqueda hacia un cine de realidad cercana y simplista, de una calidad enorme, y con la infancia como tema recurrente. 

## Sinopsis
Un niño vuelve a casa de comprar el pan. Por el camino, se encuentra a un perro callejero que empieza a ladrar cortándole el paso. El niño, asustado, tras intentar buscar ayuda en los transeúntes decide calmar al perro lanzándole un trozo de pan. Así el pequeño puede volver a casa. 

## Producción
El pan y la calle fue la primera película de Abbas Kiarostami, además de una de las primeras producciones del Centro para el Desarrollo Intelectual de Niños y Adolescentes, llamado coloquialmente Kanun. 
El guion fue escrito por Taghi Kiarostami, el hermano del director, y está basado en las experiencias de su infancia. 

## Recepción
La película tuvo una buena acogida entre el público y la crítica. Junto con algunos cortos de animación, también producidos por el Centro, ganó el Gran Premio del Festival de Cine Infantil de Teherán en 1970. Este hecho provocó que la sección cinematográfica del Centro se convirtiera en una parte fundamental del mismo, incrementándose el número y variedad de las producciones audiovisuales.